# Alfred Goldberger
Alfred Goldberger (* 21. Mai 1899 in Beverstedt, Landkreis Geestemünde; † 25. Mai 1992 in New York City, USA) war ein jüdischer Anwalt deutscher Herkunft in Dortmund und New York. Er war ein Überlebender der Shoa.

## Leben
1917 legte Goldberger sein Abitur ab und nahm dann als Soldat am Ersten Weltkrieg teil. Zum Kriegsende nahm er an der Georg-August-Universität Göttingen ein Jurastudium auf, das er 1921 mit dem Referendariat abschloss. Darauf folgte 1922 die Promotion zum Dr. jur. Nach dem zweiten Staatsexamen ließ Goldberger sich in Dortmund als Anwalt nieder.
Goldberger gehörte zu einer Gruppe von Akademikern, denen die Georg-August-Universität in Göttingen während der Zeit des Nationalsozialismus die akademischen Titel aus rassischen, politischen oder rechtlichen Gründen entzogen hatte. Darunter waren Nobelpreisträger, wie Max Born oder Ludwig Quidde. Im Falle Goldbergers ist anzunehmen, dass die Aberkennung der Staatsbürgerschaft als Legitimation für die Entziehung des Doktortitels diente. Erst im Jahre 2004 hat die Universitätsleitung diese Entziehungen, die in Einzelfällen zum Teil bereits zuvor aufgehoben worden waren, vollständig widerrufen.
Goldberger war verheiratet mit Ilse Jacobsen aus Göttingen. Beide hatten zwei Söhne. Unmittelbar vor der Reichspogromnacht erfuhr Goldberger, dass er verhaftet werden sollte. Er konnte zunächst einen, dann auch den zweiten Sohn nach Schweden bringen, bevor es ihm gelang, für sich und seine Frau Ilse Visa für eine Ausreise nach England zu bekommen. Die Söhne konnten den Eltern von Schweden aus nach England folgen, bevor die Familie 1940 von dort nach den USA ausreiste, wo sie über etliche Jahre in sehr ärmlichen Verhältnissen leben musste.
Erst 1959 wurde Goldberger erneut am Landgericht Dortmund zugelassen und konnte, von New York aus, seine Anwaltstätigkeit wieder aufnehmen.
Goldbergers Mutter, Selma Goldberger, geborene Wolff, geboren am 8. März 1871, wurde im Juli 1942 von Dortmund aus in das Konzentrationslager Theresienstadt deportiert und starb dort am 8. März 1943.

## Schriften
- Die gesetzlichen Schuldverhältnisse beim Fahrnis Pfandrecht und Nießbrauch. Univ. Diss., Göttingen, 1922.[13][14]